# Гарет Бари
Гарет Бари (енгл. Gareth Barry; 23. фебруар 1981) бивши је енглески фудбалер који је играо на позицији дефанзивног везног играча.

## Статистика каријере

### Репрезентативна
| Енглеска | Енглеска | Енглеска |
| Година   | Утакмице | Голови   |
| -------- | -------- | -------- |
| 2000     | 6        | 0        |
| 2003     | 2        | 0        |
| 2007     | 8        | 0        |
| 2008     | 10       | 1        |
| 2009     | 9        | 1        |
| 2010     | 9        | 0        |
| 2011     | 7        | 1        |
| 2012     | 2        | 0        |
| Укупно   | 53       | 3        |

## Успеси
Астон Вила
- Интертото куп: 2001.[6]

Манчестер Сити
- Премијер лига: 2011/12.[3]
- ФА куп: 2010/11.[7]

Индивидуални
- Играч сезоне ФК Евертона: 2015/16.[8]
- Играч сезоне играча ФК Евертона: 2015/16.[8]